# Horaga ciniata
Horaga ciniata är en fjärilsart som beskrevs av William Chapman Hewitson 1863. Horaga ciniata ingår i släktet Horaga och familjen juvelvingar. Inga underarter finns listade i Catalogue of Life.